# Pomotalen

Oorspronkelijke verbreiding van de Pomotalen

De Pomotalen vormen een taalfamilie van zeven indiaanse talen, gesproken door de Pomo in de vallei van de Russian River en in het Clear Lakebasin in de huidige Amerikaanse staat Californië.
De familie bestaat uit de volgende talen:
- Zuidoostelijk Pomo
- Oostelijk Pomo
- Noordoostelijk Pomo (†)?
- Westelijke tak
  - Noordelijk Pomo (†)?
- Zuidelijke groep
  - Centraal Pomo
  - Zuidelijk Pomo
  - Kashiya - ca. 100 sprekers

Met uitzondering van Kashiya worden de nog levende Pomotalen gesproken door slechts een handvol oudere sprekers.
De Pomotalen zijn niet bewezen verwant aan andere talen. Wel wordt soms verondersteld dat ze deel uitmaken van de superfamilie van de Hokantalen.